# August Demblin (diplomat)
August Graf von Demblin (n. 1883 – d. 1938) a fost un diplomat austro-ungar.
A intrat în diplomație în 1880. În timpul Împăratului Carol I, a reprezentat Ministerul de Externe Imperial și Regal la Curtea Imperială, devenind, în 1918, ministru plenipotențiar al Imperiului Austro-Ungar, la București.
Este autorul unei cărți despre Afacerea Sixtus.